# Дъ
Дъ или де (китайски: 德; пинин: dé; транскрипция на Wade-Giles: te) е ключова концепция в китайската философия, обикновено се превежда като „вътрешно качество, характер, вътрешна сила, интегрит“ в Даоизма, „морално качество, добродетел, моралност“ в Конфуцианството и други текстове, и „качество, добродетел“ (гуна) или „заслуга, добродетелни постъпки“ (пуня) в китайския будизъм.

## Думата
Китайското Дъ 德 е древна и лингвистично комплексна дума. Следват семантичен, графологичен и етимологичен анализ на Дъ.

### Значение
Хануй Да Зидиан дава 20 значения на дъ 德, преводими по следния начин:
1. Изкачване, отиване нагоре, възкачване, издигане. [升; 登].
2. Морал, моралност, добродетел, лично поведение, морален интегритет, чест. [道德, 品行, 节操].
3. Означаване на мъдър/просветен човек с морален характер. [指有道德的贤明之人].
4. Доброта, любезност, благосклонност, благоразположение, грация, елегантност, изящество. [恩惠, 恩德].
5. Благодарност, признателност, благодарен, признателен, задължен. [感恩, 感激].
6. Добро, великодушно управление, добро правителство, добро обучение или наставления. [德政, 善教].
7. Обективни и действителни регулации/правила. [客观规律].
8. Количество, природа, основен характер, характеристика, поведение. [性质; 属性].
9. Намерение, цел, сърце, ум. Например: „Притежавай единство на сърцето и ума“. [心意. 如:一心一德].
10. Според теорията на петте фази, отнасяне към сезонно продуктивната енергия/въздух. [五行说指四李的旺气].
11. Първороден, начален етап, започване и начало на нещо. [始生; 事物的开始].
12. С глава на феникс модел/декорация. [凤凰头上的花纹].
13. Благословия, добър късмет, съдба, щастие, които са резултат от добри действия. [福, 善庆的事].
14. Използвано като zhí „правилен, справедлив, верен, точен“. [通 "直 (zhí)"].
15. Използвано като zhí „засаждам, раста, установявам“. Засаждам дърво. [通 "植 (zhí)". 立木].
16. Използвано като „взимам, получавам, получавам резултат в“. [通 "得"].
17. Национално име. Съкращение на Германската република по време на Втората световна война. [国名. 第二次世界大战结束前的德意志联邦的简称].
18. Име на звезда. [星名].
19. Име на река. Друго име за Жълтата река. [水名. 黄河之别名].
20. Презиме. [姓].

## Даоистки употреби
Класическите текстове на философския даоизъм често се отнасят към дъ.

### Дао де джинг
Дъ (德) е ключова дума тук и се появява 44 пъти в сравнение със 76 появи на дао.